# 鷹架沼
鷹架沼（たかほこぬま）は、青森県下北半島の太平洋岸に位置する汽水の沼である。最大水深7m。全域が上北郡六ヶ所村にあり、太平洋との接続部にはむつ小川原港が建設されている。
六ヶ所村の小川原湖湖沼群の六つの沼の中で一番大きい。東西に長い形をしており、下北半島を大きく西へ噛みとっている。このため、かつて半島を横断する運河を掘る計画があったこともある（後述）。
古くは漢字表記に揺らぎがあり、高架沼と表記されることもあった。幕末の盛岡藩士　漆戸茂樹の記した『北奥旅程記』には鷹架沼が図示されており、およそヒョウタン型で「長さ三千五百六十間、惣廻八千二百四十間」、奥に室ノ久保村、南岸に鷹架村が書き込まれているのが見える。
名前の由来はアイヌ語の「ト・カ・ホルカ」(to-ka-horka、沼の・上手の・後戻りする川)という。

## 地誌
東西約5km、南北約0.5kmと東西に長い。尾駮沼、市柳沼などとならび、川が砂州によって堰き止められてできた堰止湖で、西から戸鎖川（後川）が流入し、東はむつ小川原港を経て太平洋に通じる。
かつては汽水湖で、サケ・マス類やウグイ、シジミ類が主な漁獲物だった。明治10年代の鷹架沼の漁獲量の記録によると、主な産品はニシンであり、それ以外にサケ、スズキ、ウナギ等が採れていた。大正年間には、沼の南西岸にある戸鎖集落に佃煮を製造する工場ができ、日持ちしないワカサギ、ゴリ、スジエビ等が佃煮に加工されて出荷されていた。
1966年（昭和41年）に農業用水として利用するための淡水化事業が行われ、防潮堤を兼ねた国道338号（鷹架バイパス）の新鷹架橋が設けられ、海水と切り離された。
もともと鷹架沼の淡水化が計画されたのは、昭和三十年代、湖の北岸にある発茶沢の水田開発計画が事のおこりであった。この計画は昭和40年代に国の減反政策を受け中断した。

## 施設
沼の西端の室ノ久保集落付近は青森県道180号尾駮有戸停車場線が通過している。
近隣施設として、ろっかぽっか（日帰り温泉施設）、ゆとりの駐車場、鷹架野鳥の里森林公園がある。
かつて、鷹架沼の南岸に鷹架村という集落があったが、昭和53年、むつ小川原開発計画に基づき、むつ小川原開発公社が地権者に対し土地の明け渡しを通告、翌昭和54年9月をもって鷹架村は閉村、住民は千歳平に移転し、現存しない。
現在は、南岸に約51万枚の太陽光パネルを擁する太陽光発電設備である六ヶ所ソーラーパークが操業中である

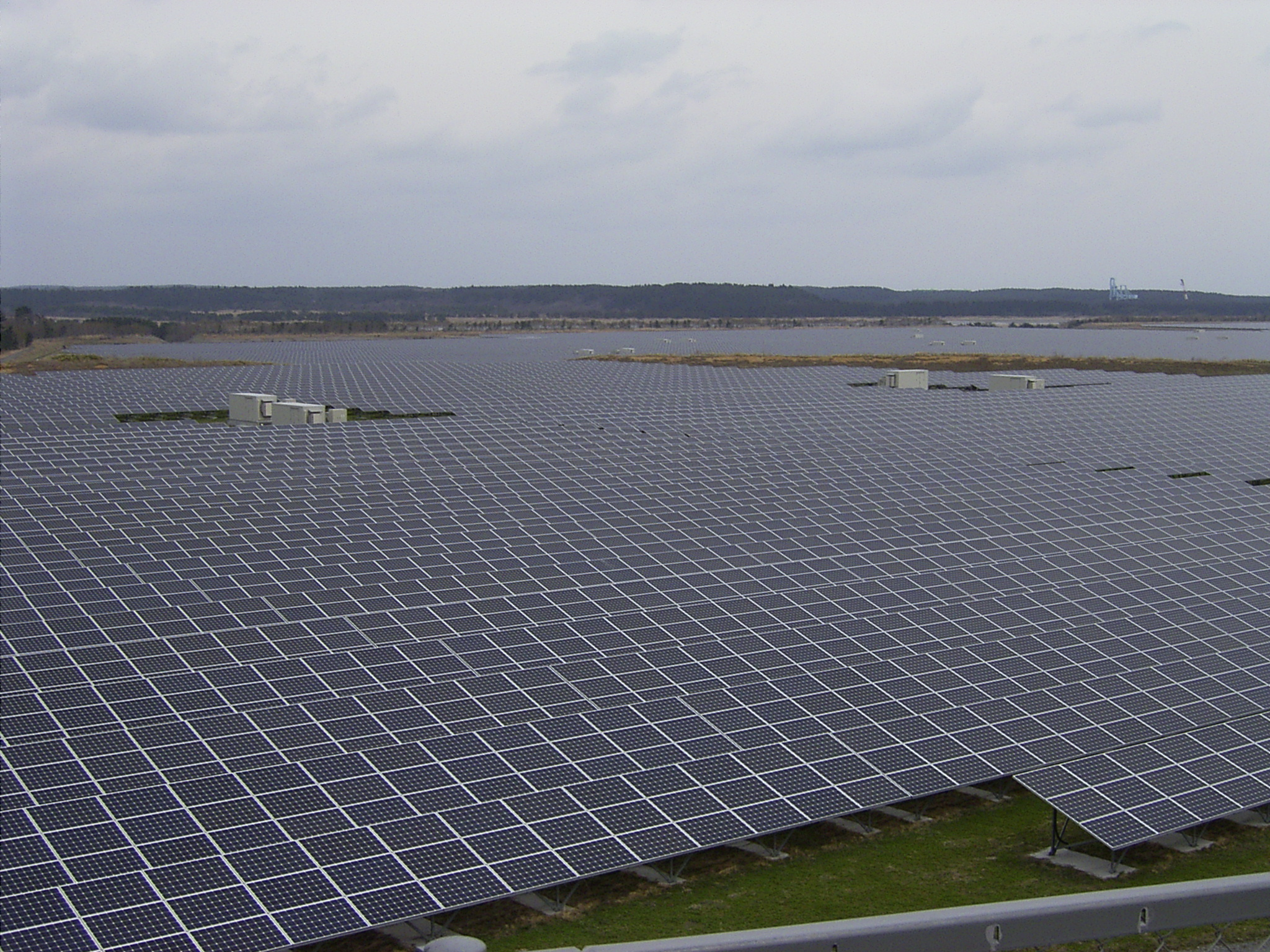
六ヶ所ソーラーパークの太陽光発電設備。右奥に見える青い塔はむつ小川原港。

## 動植物

### 植物
寒冷なため枯草が腐らないまま圧縮されて堆積する泥炭地であり、貧栄養の酸性土壌であるため、農地に適せず、このため、湿原が残されることとなった。
また、寒冷な泥炭地のため、本来なら高山でしか生育しないはずの植物が海にほど近い土地に群落を作るという点で特異である。
鷹架沼湖岸で特に上げられるのは、モウセンゴケ、ワタスゲ、ヨシ、ニッコウキスゲ、および、ショウジョウバカマ。
絶滅危惧種が生息する。特に鷹架沼で挙げられるのは、チャボイ（カヤツリグサ科）、カタシャジクモ（シャジクモ科）。

### 動物
ヤマトシジミ (貝)が生息している。また、尾駮沼とともに淡水産卵型の春ニシンの産卵場でもある。
漁業権は六ヶ所村海水漁協が有し、コイ、フナ、ウグイ、カレイ、ワカサギ等を対象として漁業を行っている。なお、核廃棄物処理施設建設に伴い、昭和54年に鷹架沼の一部の漁業権は放棄されている。
白鳥の飛来地である。この地の白鳥はヨシやマコモを餌にする。
この地方に「高架沼に春過ぎても白鳥居るは凶」という言い伝えがある。春に水温が上がらないと不作になるという言い伝えである。
オジロワシの越冬地でもある（オジロワシは村の象徴となる鳥でもある）。

## 陸奥湾運河計画
下北半島の北東端の尻屋崎は、濃霧と冬の強風のため古来より海の難所であった。明治9年に尻屋埼灯台ができたが、明治16年から25年の間には16件の海難事故があった。また、ロシアとの戦争が予期されていた世情から、津軽海峡を封鎖されたら陸奥湾の湾口を押さえられ艦隊が行動できなくなるという観点もあった。
成田鉄四郎は、尻屋崎の害を説くにあたり、地元民のおどろおどろしい「蛮習」について記している。成田の冊子によると、尻屋沖で起こる海難事故は地元民の臨時収入がわりになっていたという。尻屋沖で海難事故が起こると、地元民は船員を助けるのだが、酒食をふるまうと見せかけてしたたかに酔ったころを海に突き落として殺害し、船の積み荷を我が物にするのが常であったという。
こうした問題のため、下北半島を横断し尻屋崎を迂回する運河の計画がいくつも提唱されてきたが、そのほとんどは半島の幅が最も狭くなる鷹架沼を立地とする案であった。
南部藩は延宝元年（1673年）に下北横断運河建設の是非を調査し、３ルートについて検討している。そのうちの一つが野辺地-室ノ久保間を開鑿し鷹架沼に抜けるというものであった。
明治22年、もと斗南藩少参事であった広沢安任は、独自の測量結果に基づく室ノ久保－陸奥湾開鑿案の意見書を、青森県知事と連署の上、内務大臣に進言した。内相に派遣された技師は現地を視察の上、「……この開鑿は北はカムチャツカ千島より東京湾に到る中間無比の連絡港なるべし」と肯定的な報告をしたためていたが、明治24年に広沢本人が死去。さらに東北本線が開通し蝦夷地-東京間の大量輸送に目途がついたことなどにより、本件はうやむやとなった。
明治39年、青森県のジャーナリスト成田鉄四郎は、鷹架沼の室ノ久保から雲雀牧場を経て陸奥湾側の盛沼（いまは巫女沼イタコヌマと呼ばれている）まで一里ほどの間を開鑿すべしと論じた。
大正八年、北山一郎（代議士）が陸奥運河計画を国会に提案し可決された。
また、昭和十三年、青森県議会から第一次近衛内閣に陸奥運河開削計画が提出され、第74回帝国議会で採択されたが、時局柄予算がつかず実現には至らなかった。
戦後も青森市を中心に陸奥運河開削期成同盟が組織され、検討が続けられた。